# Dragoradi
Dragoradi är ett samhälle i Bosnien och Hercegovina.   Det ligger i entiteten Federationen Bosnien och Hercegovina, i den centrala delen av landet, 29 km nordost om huvudstaden Sarajevo. Dragoradi ligger 917 meter över havet och antalet invånare är 179.
Terrängen runt Dragoradi är kuperad åt nordväst, men åt sydost är den platt. Runt Dragoradi är det ganska tätbefolkat, med 72 invånare per kvadratkilometer.. Närmaste större samhälle är Olovo, 7,7 km norr om Dragoradi. 
I omgivningarna runt Dragoradi växer i huvudsak blandskog.